# 허머 (비디오 게임)
허머(Hummer)는 2009년에 출시된 세가의 아케이드 레이싱 게임이다. 이 게임은 2010년에 부도로 해체된 허머를 소재로 하였으며, 세가 린드버그로 구동된다.

## 모드
- 타임 어택
- 레이스 모드

## 이 게임에 등장하는 자동차
각 H 시리즈마다 2대가 등장하며 총 6대를 운전 할 수 있다.
- 허머 H1
- 허머 H2
- 허머 H3

## 코스들
- 블러스터 캐년(Bluster Canyon, 고함치는 협곡)
- 아이소레이티드 정글(Isolated Jungle, 고립된 밀림)
- 카리부 밸리(Caribou Valley, 카리부 계곡)
- 인더스트라이얼 힐(Industrial Hill, 산업이 발달한 언덕)